# Antarctische doornrog
De antarctische doornrog (Amblyraja georgiana) is een vissensoort uit de familie van de Rajidae. De wetenschappelijke naam van de soort is voor het eerst geldig gepubliceerd in 1938 door Norman.